# Jean Gatel
Pour les articles homonymes, voir Gatel.
Jean Gatel, né le 10 février 1948 à Vienne (Isère), est un homme politique français. Il est secrétaire d'État  auprès du ministre de la Défense en 1983-1984 et député du Vaucluse entre 1981 et 1993.

## Biographie
Né à Vienne en 1948, Jean Gatel, professeur d'économie de formation, entre en politique en 1978 en tant que candidat socialiste aux législatives à Orange. Il devient en Vaucluse premier secrétaire fédéral en 1979. Il est élu député en 1981 et Secrétaire de la Commission de la Défense. Il est le rapporteur de la loi supprimant le tribunal permanent des forces armées.
Après avoir soutenu François Mitterrand au Congrès de Metz, il l'accueille à son domicile à Orange, le 14 juillet 1982, lors des manifestations militaires. Contrairement à une rumeur sur une éventuelle erreur de nomination liée au suffixe de son patronyme en "el", Jean Gatel a bien été choisi en personne par François Mitterrand le 4 octobre 1983 pour devenir secrétaire d'État auprès de Charles Hernu, Ministre de la Défense. Il appartient également au gouvernement Laurent Fabius comme secrétaire d'État, chargé de l'économie sociale auprès du Premier Ministre, du 17 juillet 1984 au 20 mars 1986. 
Il est de nouveau député de Vaucluse du 23 juin 1988 au 1er avril 1993. Il occupe alors la fonction de vice-président de la Commission de la Défense à l'Assemblée nationale. Il intègre la fonction publique territoriale en 1994 dans l'Hérault puis en Vaucluse, alternant les fonctions de directeur de cabinet des présidents et directeur des Services économiques des départements concernés. Il est élu conseiller municipal d'opposition à Orange en mars 2008 après avoir été tête de liste d'Union des Démocrates et Républicains, hostiles à Jacques Bompard.

### Mandats
- Député socialiste de Vaucluse du 21 juin 1981 au 4 novembre 1983 (nomination au gouvernement un mois plus tôt)[3], puis du 23 juin 1988 au 1er avril 1993.
- Vice-président du conseil général de Vaucluse (pour le canton d'Orange-Ouest) de 1988 à 1994.
- Ancien adjoint au maire d'Orange, chargé des finances.

## Publications
- L'Économie sociale et solidaire : Réinventer l'espoir - Un nouveau modèle de développement, édition Libre Solidaire, 2020  (ISBN 978-2372630948)
- Itinéraire d'un socialiste perdu - À la recherche de la vraie gauche, édition Libre Solidaire, 2021  (ISBN 978-2372631068)